# Ніколюк Віктор Дмитрович
Ві́ктор Дми́трович Ніколю́к (нар. 19 жовтня 1975, с. Шишкине Новоукраїнський район Кіровоградська область) — український воєначальник, генерал-майор Збройних сил України, командувач ОТУ «Донецьк» (з 2025).
Колишній командувач 10-го армійського корпусу (2024), командувач військ Оперативного командування «Північ» (2021—2023), начальник 169-го навчального центру (2017—2021), командир 92-ї окремої механізованої бригади (2013—2017).
Командувач оборони Чернігова (2022). Відомий безпосередньою участю в боях під час оборони Чернігова і Чернігівської області. У жовтні 2022 року увійшов до списку 25 найвпливовіших українських військовиків від НВ.
Герой України (2022).

## Життєпис
Віктор Дмитрович Ніколюк народився 19 жовтня 1975 року в селі Шишкине на Кіровоградщині.
Навчався в Шишкинській загальноосвітній школі.
У 1996 році закінчив навчання в Харківському гвардійському вищому танковому командному училищі.
У 2007 році закінчив Національний університет оборони України імені Івана Черняховського.
Під час служби в лавах Збройних Сил України командував розвідувальною ротою, танковим батальйоном та механізованим полком у навчальному центрі «Десна», був начальником штабу 93-ї ОМБр, а згодом — командиром 92-ї ОМБр.
16 травня 2015 року поблизу м. Щастя на Луганщині військовики 92-ї бригади захопили в полон військовослужбовців 3-ї окремої бригади спецпризначення ГРУ РФ Олександра Александрова і Євгена Єрофєєва. Під час бою загинув український військовик, молодший сержант Вадим Пугачов. Затримані виявилися громадянами Росії, військовослужбовцями збройних сил РФ. Усіх учасників затримання російських спецпризначенців Президент України Петро Порошенко 29 травня 2015 року нагородив, зокрема й командира бригади полковника Віктора Ніколюка.
3 листопада 2015 року в районі населеного пункту Трьохізбенка російсько-терористичні сили відкрили вогонь по опорному пункту 92 ОМБр, полковник Віктор Ніколюк був поранений.
У березні 2017 року Віктор Ніколюк був призначений начальником 169-го навчального центру.
5 грудня 2018 року присвоєно військове звання генерал-майора.
З жовтня 2021 року по березень 2023 року — командувач ОК «Північ».

### Російське вторгнення в Україну (2022)
Російське вторгнення в Україну 24 лютого 2022 року, генерал-майор Віктор Ніколюк зустрів в м. Конотопі. З перших днів командував Силами оборони України на Чернігівщині, в ході вторгнення брав безпосередню участь у боях.
У березні 2023 року призначений командувачем Командування підготовки Сухопутних військ Збройних Сил України.
24 березня 2024 року Віктор Ніколюк повідомив, що склав з себе повноваження командувача Командування підготовки Сухопутних військ Збройних Сил України та планує очолити одне зі з'єднань та один з напрямків фронту.
З червня 2025 року — командувач ОТУ «Донецьк». До цього кілька місяців був начальником штабу ОТУ «Донецьк».

## Справа мобільної групи поблизу Щастя
2 вересня 2015 року, приблизно о 06:20, між селами Лопаскине та Лобачеве Новоайдарського району невідомі вчинили напад на зведену мобільну групу: Mitsubishi L200 підірвався на закладеній міні, відразу по тому нападники кинули 2 гранати й обстріляли автомобіль зі стрілецької зброї. Мобільна група тримала оборону до прибуття підкріплення з 92 ОМБр. Під час зіткнення загинули Андрій Галущенко та старший лейтенант податкової міліції Дмитро Жарук, шість поранених (співробітник СБУ, троє десантників та двоє бійців 92 ОМБр). Це був уже не перший напад на групу «Ендрю». Слідство вела Військова прокуратура, в лютому 2016 року затримали двох демобілізованих розвідників 92 ОМБр, їм вручили повідомлення про підозру за ч. 2 ст. 115 (умисне вбивство за обтяжуючих обставин) Кримінального кодексу України, вони перебувають під домашнім арештом.
За версією журналіста Олексія Бобровникова Ніколюк був одним з організаторів нападу на групу «Ендрю».
У 2016 році Віктор Ніколюк подав позов до суду на Військову прокуратуру сил АТО, маючи за мету відшкодувати моральну шкоду, які, на його думку, йому завдала військова прокуратура сил АТО в особі одного з її слідчих, і визнати незаконною постанову цього слідчого про проведення обшуку у військовій частині В6250.

## Нагороди
- Звання «Герой України» з врученням ордена «Золота Зірка» (10 березня 2022) — за особисту мужність і героїзм, виявлені у захисті державного суверенітету та територіальної цілісності України, вірність військовій присязі.[21]
- Орден Богдана Хмельницького ІІІ ст. (28 травня 2015) — за особисту мужність і високий професіоналізм, виявлені у захисті державного суверенітету та територіальної цілісності України, вірність військовій присязі.[22]
- Орден Данила Галицького (24 серпня 2013) — за вагомий особистий внесок у захист державного суверенітету, забезпечення конституційних прав і свобод громадян, зміцнення економічної безпеки держави, високопрофесійне виконання службового обов'язку та з нагоди 22-ї річниці незалежності України.[23]
- почесний громадянин міста Чернігова (21 вересня 2022).[24][25]
- почесний громадянин Чернігівської області (22 вересня 2022).